# 基耶萨诺瓦 (圣马力诺)
基耶萨诺瓦（義大利語：Chiesanuova）是圣马力诺的9个市镇（堡）之一。总面积5.46 km²。总人口1,029人(2006)。基耶萨诺瓦与圣马力诺市、菲奥伦蒂诺以及意大利的韦鲁基奥相邻。基耶萨诺瓦分为7个村（curazie）。
1. ↑   (PDF). （原始内容 (PDF)存档于1 August 2018）.